# Алгоритм Диница
Алгоритм Диница — полиномиальный алгоритм для нахождения максимального потока в транспортной сети, предложенный в 1970 году советским (впоследствии израильским) математиком Ефимом Диницем. Временная сложность алгоритма составляет {\displaystyle O(|V|^{2}|E|)}. Получить такую оценку позволяет введение понятий вспомогательной сети и блокирующего (псевдомаксимального) потока. В сетях с единичными пропускными способностями существует более сильная оценка временной сложности: {\displaystyle O(|E||V|)}.

## Описание
Пусть {\displaystyle G=(V,E,c,s,t)} — транспортная сеть, в которой {\displaystyle c(u,v)} и {\displaystyle f(u,v)} — соответственно пропускная способность и поток через ребро {\displaystyle (u,v)}.
Остаточная пропускная способность — отображение {\displaystyle c_{f}\colon V\times V\to \mathbb {R} ^{+}} определённое как:
1. Если {\displaystyle (u,v)\in E},
{\displaystyle c_{f}(u,v)=c(u,v)-f(u,v)}
{\displaystyle c_{f}(v,u)=f(u,v)} В других источниках {\displaystyle c_{f}(u,v)=c(u,v)-f(u,v)+f(v,u)}
2. {\displaystyle c_{f}(u,v)=0} иначе.

Остаточная сеть — граф {\displaystyle G_{f}=(V,E_{f},c_{f}|_{E_{f}},s,t)}, где
{\displaystyle E_{f}=\{(u,v)\in V\times V\mid c_{f}(u,v)>0\}}.
Дополняющий путь — {\displaystyle s-t} путь в остаточном графе {\displaystyle G_{f}}.
Пусть {\displaystyle \operatorname {dist} (v)} — длина кратчайшего пути из {\displaystyle s} в {\displaystyle v} в графе {\displaystyle G_{f}}. Тогда вспомогательная сеть графа {\displaystyle G_{f}} — граф {\displaystyle G_{L}=(V,E_{L},c_{f}|_{E_{L}},s,t)}, где
{\displaystyle E_{L}=\{(u,v)\in E_{f}\mid \operatorname {dist} (v)=\operatorname {dist} (u)+1\}}.
Блокирующий поток — {\displaystyle s-t} поток {\displaystyle f} такой, что граф {\displaystyle G'=(V,E_{L}',c_{f}|_{E_{L}},s,t)} с {\displaystyle E_{L}'=\{(u,v)\mid f(u,v)<c_{f}|_{E_{L}}(u,v)\}} не содержит {\displaystyle s-t} пути.

## Алгоритм
Алгоритм Диница
Вход: Сеть {\displaystyle G=(V,E,c,s,t)}.
Выход: {\displaystyle s-t} поток {\displaystyle f} максимальной величины.
1. Установить {\displaystyle f(e)=0} для каждого {\displaystyle e\in E}.
2. Создать {\displaystyle G_{L}} из {\displaystyle G_{f}} графа {\displaystyle G}. Если {\displaystyle \operatorname {dist} (t)=\infty }, остановиться и вывести {\displaystyle f}.
3. Найти блокирующий поток {\displaystyle f'} в {\displaystyle G_{L}}.
4. Дополнить поток {\displaystyle f} потоком {\displaystyle f'} и перейти к шагу 2.

## Анализ
Можно показать, что каждый раз число рёбер в кратчайшем пути из источника в сток увеличивается хотя бы на единицу, поэтому в алгоритме не более {\displaystyle n-1} блокирующих потоков, где {\displaystyle n} — число вершин в сети. Вспомогательная сеть {\displaystyle G_{L}} может быть построена обходом в ширину за время {\displaystyle O(|V|+|E|)}, а блокирующий поток на каждом уровне графа может быть найден за время {\displaystyle O(|V||E|)}. Поэтому время работы алгоритма Диница есть {\displaystyle O(|V|)\cdot (O(|V|+|E|)+O(|V||E|))=O(|V|^{2}|E|)}.
Используя структуры данных, называемые динамические деревья, можно находить блокирующий поток на каждой фазе за время {\displaystyle O(|E|\log |V|)}, тогда время работы алгоритма Диница может быть улучшено до {\displaystyle O(|V||E|\log |V|)}.

## Пример
Ниже приведена симуляция алгоритма Диница. Во вспомогательной сети {\displaystyle G_{L}} вершины с красными метками — значения {\displaystyle \operatorname {dist} (v)}. Блокирующий поток помечен синим.
|    | {\displaystyle G} | {\displaystyle G_{f}} | {\displaystyle G_{L}} |
| -- | --- | --------------------- | --------------------- |
| 1. | |                       |                       |
|    | Блокирующий поток состоит из путей: 1. {\displaystyle \{s,1,3,t\}} с 4 единицами потока, 2. {\displaystyle \{s,1,4,t\}} с 6 единицами потока, и 3. {\displaystyle \{s,2,4,t\}} с 4 единицами потока. Следовательно, блокирующий поток содержит 14 единиц, а величина потока {\displaystyle \|f\|} равна 14. Заметим, что дополняющий путь имеет 3 ребра. |                       |                       |
| 2. | |                       |                       |
|    | Блокирующий поток состоит из путей: 1. {\displaystyle \{s,2,4,3,t\}} с 5 единицами потока. Следовательно, блокирующий поток содержит 5 единиц, а величина потока {\displaystyle \|f\|} равна 14 + 5 = 19. Заметим, что дополняющий путь имеет 4 ребра.                                                                                                   |                       |                       |
| 3. | |                       |                       |
|    | Сток {\displaystyle t} не достижим в сети {\displaystyle G_{f}}. Поэтому алгоритм останавливается и возвращает максимальный поток величины 19. Заметим, что в каждом блокирующем потоке количество рёбер в дополняющем пути увеличивается хотя бы на одно.                                                                                               |                       |                       |

## История
Алгоритм Диница был опубликован в 1970 г. бывшим советским учёным Ефимом Диницем, который сейчас является членом факультета вычислительной техники университета Бен-Гурион (Израиль), ранее, чем алгоритм Эдмондса — Карпа, который был опубликован в 1972, но создан ранее. Они независимо показали, что в алгоритме Форда — Фалкерсона в случае, если дополняющий путь является кратчайшим, длина дополняющего пути не уменьшается.

## Алгоритм Диница с распространением
Временную сложность алгоритма можно уменьшить, если оптимизировать процесс поиска блокирующего потока. Для этого необходимо ввести понятие потенциала. Потенциал ребра {\displaystyle e\in E} есть {\displaystyle \operatorname {pot} (e)=c_{f}(e)}, а потенциал вершины {\displaystyle v\in V\setminus \{s,t\}} равен {\displaystyle \operatorname {pot} (v)=\min\{\sum _{e\in \delta ^{+}(v)}\operatorname {pot} (e),\sum _{e\in \delta ^{-}(v)}\operatorname {pot} (e)\}}. По той же логике {\displaystyle \operatorname {pot} (s)=\sum _{e\in \delta ^{+}(v)}\operatorname {pot} (e)}, а {\displaystyle \operatorname {pot} (t)=\sum _{e\in \delta ^{-}(v)}\operatorname {pot} (e)} . Идея улучшения заключается в том, чтобы искать вершину с минимальным положительным потенциалом в вспомогательной сети и строить блокирующий поток через нее, используя очереди.
Вход: Сеть {\displaystyle G=(V,E,c,s,t)}.
Выход: {\displaystyle s-t} поток {\displaystyle f} максимальной величины.
1. Установить {\displaystyle f(e)=0} для каждого {\displaystyle e\in E}.
2. Создать {\displaystyle G_{L}} из {\displaystyle G_{f}} графа {\displaystyle G}. Если {\displaystyle \operatorname {dist} (s,t)=\infty }, остановиться и вывести {\displaystyle f}.
3. Установить {\displaystyle f'(e)=0} для каждого {\displaystyle e\in E}.
4. Определить потенциал каждой вершины.
5. Пока существует вершина {\displaystyle v\in V} такая, что {\displaystyle \operatorname {pot} (v)>0}:
  1. Определи поток {\displaystyle f''} при помощи прямого распространения из {\displaystyle v}.
  2. Определи поток {\displaystyle f'''} при помощи обратного распространения из {\displaystyle v}.
  3. Дополни поток {\displaystyle f'} потоками {\displaystyle f''} и {\displaystyle f'''}.
6. Дополнить поток {\displaystyle f} потоком {\displaystyle f'} и перейти к шагу 2.

Алгоритмы прямого и обратного распространения служат поиску путей из {\displaystyle v} в {\displaystyle t} и из {\displaystyle s} в {\displaystyle v} соответственно. Пример работы алгоритма прямого распространения с использованием очередей:
Вход: Вспомогательная сеть {\displaystyle G_{L}=(V,E_{L},c_{f}|_{E_{L}},s,t)}, вершина {\displaystyle v\in V} такая, что {\displaystyle \operatorname {pot} (v)>0}.
Выход: Поток {\displaystyle f''} из источника {\displaystyle s} в вершину {\displaystyle v}, являющийся частью блокирующего потока.
1. Установить для всех {\displaystyle w\in V\setminus \{v\}}: {\displaystyle U(w)=0}.
2. Установить {\displaystyle U(v)=\operatorname {pot} (v)} и {\displaystyle \operatorname {pot} (v)=0}.
3. Добавить {\displaystyle v} в очередь {\displaystyle Q}.
4. Пока очередь {\displaystyle Q} не пуста:
  1. Установить значение {\displaystyle v} равным последнему элементу очереди.
  2. Пока {\displaystyle U(v)>0}:
    1. Для каждого ребра {\displaystyle e=(v,w)\in \delta ^{+}(v)}:
    2. {\displaystyle f''(e)=\min\{\operatorname {pot} (e),U(v)\}}.
    3. Обнови {\displaystyle U(v)=U(v)-f''(e)}.
    4. Обнови {\displaystyle U(w)=U(w)+f''(e)}.
    5. Установи {\displaystyle \operatorname {pot} (w)=\operatorname {pot} (w)-\operatorname {pot} (e)}.
    6. Если {\displaystyle w\neq t} и {\displaystyle U(w)=f''(e)} удалить {\displaystyle w} из очереди {\displaystyle Q}.

В связи с тем, что в каждой итерации поиска блокирующего потока «насыщается» минимум одна вершина, он завершается за {\displaystyle |V|-1} итераций в худшем случае, в каждой из которых рассматриваются максимум {\displaystyle |V|} вершин. Пусть {\displaystyle l_{i}} — количество «насыщенных» ребер в каждой {\displaystyle i}-той итерации поиска блокирующего потока. Тогда его асимптотическая сложность равна {\displaystyle \sum _{i=1}^{n-1}O(n+l_{i})=O(n^{2}+\sum _{i=1}^{n-1}l_{i})=O(n^{2}+m)}, где {\displaystyle n} — количество вершин и {\displaystyle m} — количество ребер в графе. Таким образом, асимптотическая сложность алгоритма Диница с распространением равна {\displaystyle O(|V|^{3})}, так как блокирующий поток может проходить максимум через {\displaystyle |V|} вершин.